# Olivier Grammaire
Olivier Grammaire, né le 11 mai 1977, est un coureur cycliste français.

## Biographie
Durant dix saisons, Olivier Grammaire court sous les couleurs du SCO Dijon. Figure emblématique du cyclisme amateur français, il obtient de nombreux succès, dont notamment Paris-Troyes en 2004, le Circuit de Saône-et-Loire en 2003 ou encore deux étapes du Tour de Bretagne. 
À l'issue de la saison 2010, il met un terme à sa carrière et devient agriculteur. Il est marié avec Fabienne Laurent et ensemble ils ont eu 2 enfants.

## Palmarès et résultats

### Par année
- 2000
  - 2e de La Tramontane
  - 2e des Boucles de l'Austreberthe
- 2001
  - Grand Prix de Pérenchies
- 2002
  - Champion de Bourgogne sur route
  - 2e du Tour de la Porte Océane
  - 2e des Boucles de l'Austreberthe
  - 3e du Challenge Mayennais
- 2003
  - Souvenir Viatto-Gianello
  - Classement général du Circuit de Saône-et-Loire
- 2004
  - Paris-Troyes
  - 1re étape du Tour du Pays Roannais
  - Tour de la Porte Océane :
    - Classement général
    - 1re étape

  - Grand Prix des Grattons
  - 1re étape des Trois Jours de Cherbourg
  - 2e du Prix des Vins Nouveaux
  - 3e du Tour Alsace
- 2005
  - Champion de Bourgogne sur route
  - 1re et 2e (contre-la-montre) étapes du Tour du Pays Roannais
  - Grand Prix des Grattons
  - 2e du Prix des Vins Nouveaux
  - 3e du Grand Prix Mathias Nomblot
- 2006
  - 8e étape du Tour de Bretagne
  - 1reb étape du Tour Alsace (contre-la-montre par équipes)
  - 3e de la Ronde du Canigou
  - 3e du Tour du Canton de Châteaumeillant
  - 3e du Tour de Nouvelle-Calédonie
- 2007
  - 3e étape du Tour de Bretagne
  - Grand Prix d'Aix-en-Othe
  - Nocturne de Bar-sur-Aube
  - Prologue et 10ea étape du Tour de Nouvelle-Calédonie
- 2008
  - 4e étape du Tour de Côte-d'Or
  - Classement général du Tour de Nouvelle-Calédonie
  - 2e de Troyes-Dijon
  - 3e du Grand Prix de Charvieu-Chavagneux
- 2009
  - Classement général du Tour de Côte-d'Or
  - 2e du Tour du Pays Roannais
  - 3e du Grand Prix de Villapourçon
- 2010
  - Dijon-Auxonne-Dijon
  - Tour du Canton des Aix d'Angillon
  - Prix du Boudin de Manziat

### Classements mondiaux
| Année           | 2006 | 2007 | 2008 | 2009   | 2010   |
| --------------- | ---- | ---- | ---- | ------ | ------ |
| UCI Europe Tour | 571e | 874e | 974e | 1 201e | 1 167e |